# Meliata
Meliata é um município da Eslováquia, situado no distrito de Rožňava, na região de Košice. Tem 14,49 km² de área e sua população em 2018 foi estimada em 197 habitantes.

## Demografia
| Ano:        | 1994 | 2004   | 2014   | 2024    |
| ----------- | ---- | ------ | ------ | ------- |
| Broj ljudi: | 241  | 223    | 206    | 169     |
| Razlika:    |      | -7,46% | -7,62% | -17,96% |

| Ano:               | 2023 | 2024 |
| ------------------ | ---- | ---- |
| Número de pessoas: | 169  | 169  |
| Diferença:         |      | +0%  |